# Ruagea microphylla
Ruagea microphylla là một loài thực vật thuộc họ Meliaceae. Đây là loài đặc hữu của Ecuador.